# Saint-Bonnette
Saint-Bonnette – rzeka we Francji, przepływająca przez teren departamentu Corrèze, o długości 24,3 km. Stanowi dopływ rzeki Dordogne.